# Real español
El real español constituye dos unidades monetarias distintas de monedas de plata que circularon, a veces de forma paralela, tanto en la España peninsular como en la de ultramar. El primer real español data del siglo XIV y fue acuñado por la Corona de Castilla.

## Real de plata

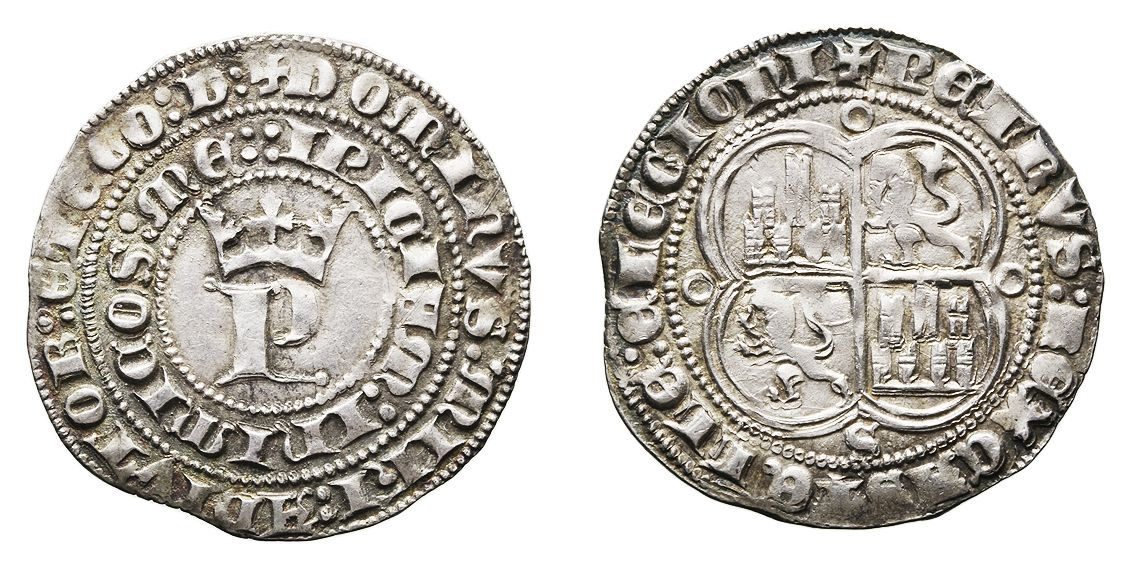
Primer real castellano, acuñado en Sevilla durante el reinado de Pedro I de Castilla (1350-1369).

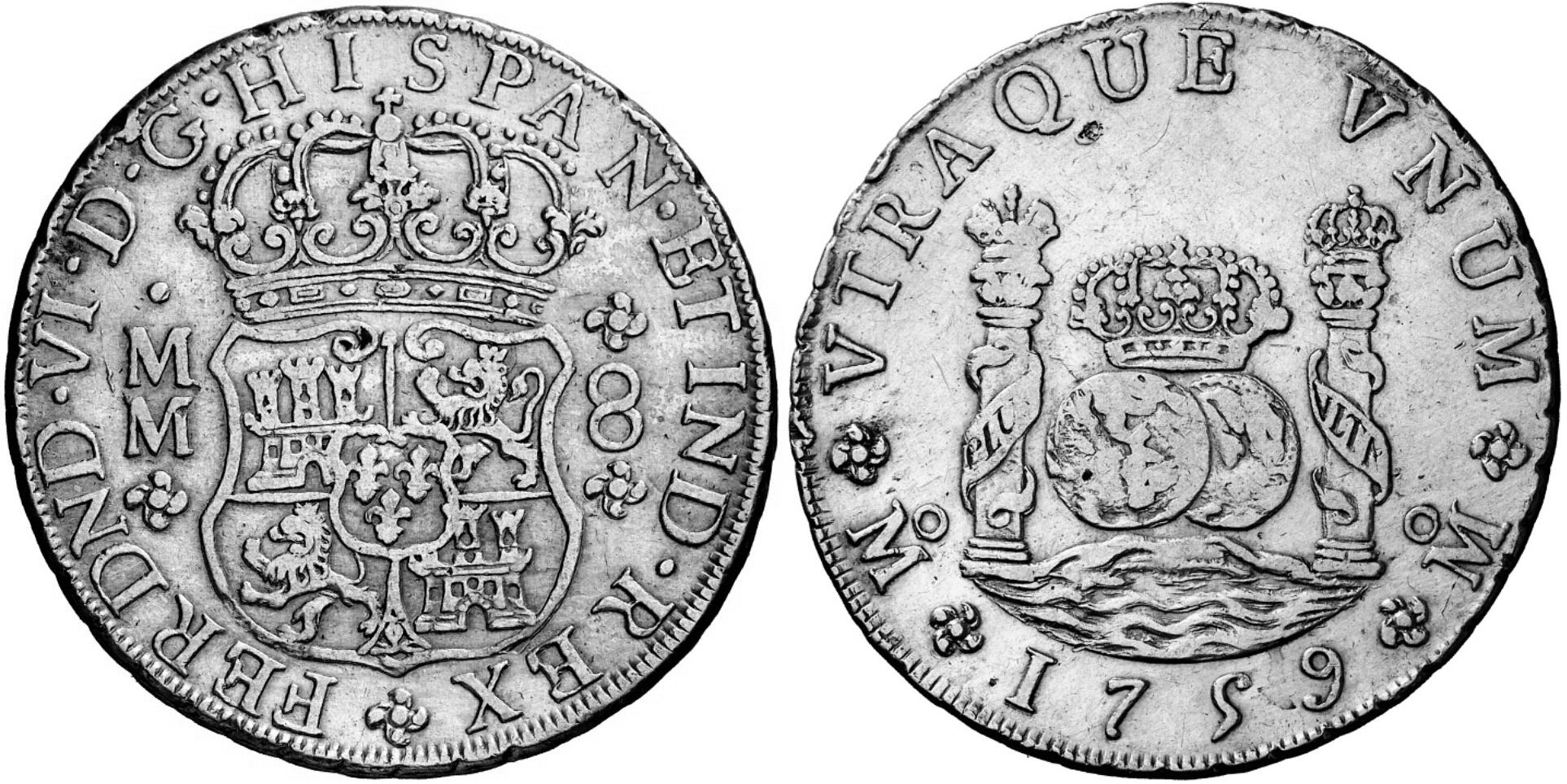
Moneda española de ocho reales, acuñada en 1759 en la ceca de México.

El real español es una moneda de plata de 3,35 gramos que empezó a circular en Castilla en el siglo XIV y fue la base del sistema monetario español hasta mediados del siglo XIX. En 1480, durante el reinado de Isabel y Fernando, se fijó su valor en 31 maravedíes. A partir del año 1497 pasó a valer 34 maravedíes o 68 blancas por la Pragmática de Medina del Campo, que estableció en detalle el peso y la cantidad de plata que debía poseer el real acuñado (1 marco de plata = 67 monedas de real), además de ordenar la presencia de la sigla del ensayador respectivo en cada moneda, así como la sigla de la ceca (Casa de Moneda) donde fuera acuñada. Su cambio en época de Felipe II seguía siendo de 1 real de plata por 34 maravedíes y, a su vez, 1 escudo de oro por 16 reales de plata. Durante el reinado de Felipe II, entre los años 1556 y 1598, se acuñaron escudos con un peso de 3,4 gramos de oro, cada uno de ellos equivalente  a 544 maravedíes.
La Pragmática de 1497 definió además otras dos monedas de plata, submúltiplos del real: el medio real y el octavo de real, este último de forma cuadrada. No definió, sin embargo, monedas de plata de valor superior al real. Estas fueron añadidas en el siglo XVI por los sucesores de Isabel y Fernando: Carlos I y Felipe II. Los múltiplos eran las monedas de 2 reales, 4 reales y la conocida y famosa pieza de 8 reales o «real de a 8».
Dichas monedas se acuñaron en gran cantidad durante los siglos XVI, XVII y XVIII, no solo en las cecas de la España peninsular, sino también en las de ultramar, como la de Ciudad de México, en funcionamiento desde 1535; la de Lima, Perú, desde 1568; la de Potosí, Bolivia, desde 1574; la ceca de Bogotá, Colombia, operativa desde 1627; la de Santiago de Chile, desde 1749; la de Popayán, Colombia, desde 1758 y la de Caracas en 1802. Tal abundancia de cecas en diversos lugares así como la adecuada ley de plata causó que el real español tuviera gran aceptación y uso en los mercados de todo el mundo, en especial desde 1600 hasta finales del siglo XIX, hasta tal punto que fue moneda de curso legal más allá de los territorios de la Monarquía hispánica. El real de a ocho fue moneda de curso legal en Estados Unidos, Canadá, Brasil y China (con resello) hasta finales del siglo XIX.

## Monedas

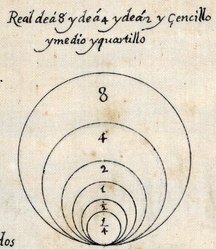
Tamaños relativos de las monedas de plata castellanas, entre 1/4 y 8 reales, según un documento de 1657.

Los reales, siempre de plata, fueron emitidos en denominaciones de ¼, ½, 1, 2, 4 y 8 reales.
Existían el real, medio real, cuarto de real y sexto de real de plata de once dineros y cuatro granos de ley y talla de sesenta y seis piezas de un real por un marco desde don Pedro I. Los reyes Enrique II, Juan I, Enrique III, Juan II y Enrique IV acuñaron los suyos a la misma ley y talla.

### Muestras representativas

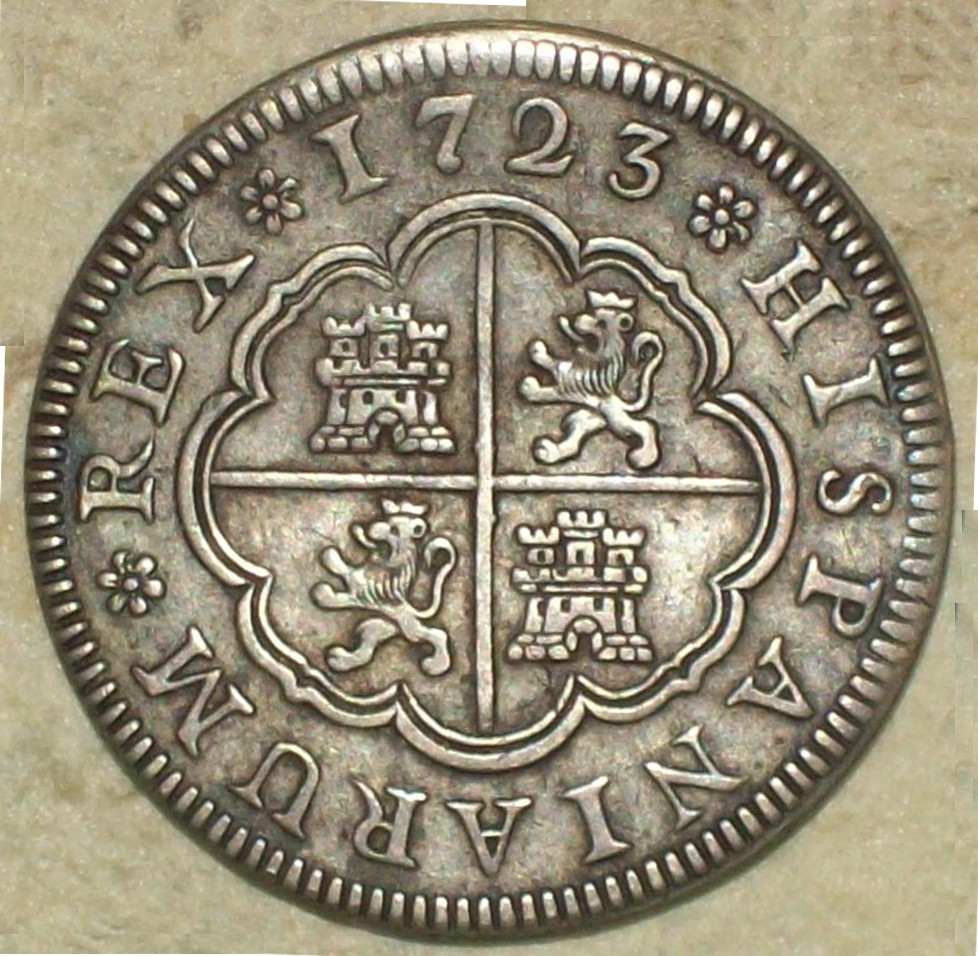
Anverso de moneda de 2 reales (plata) de Felipe V con «ceca» de Segovia del año 1723.
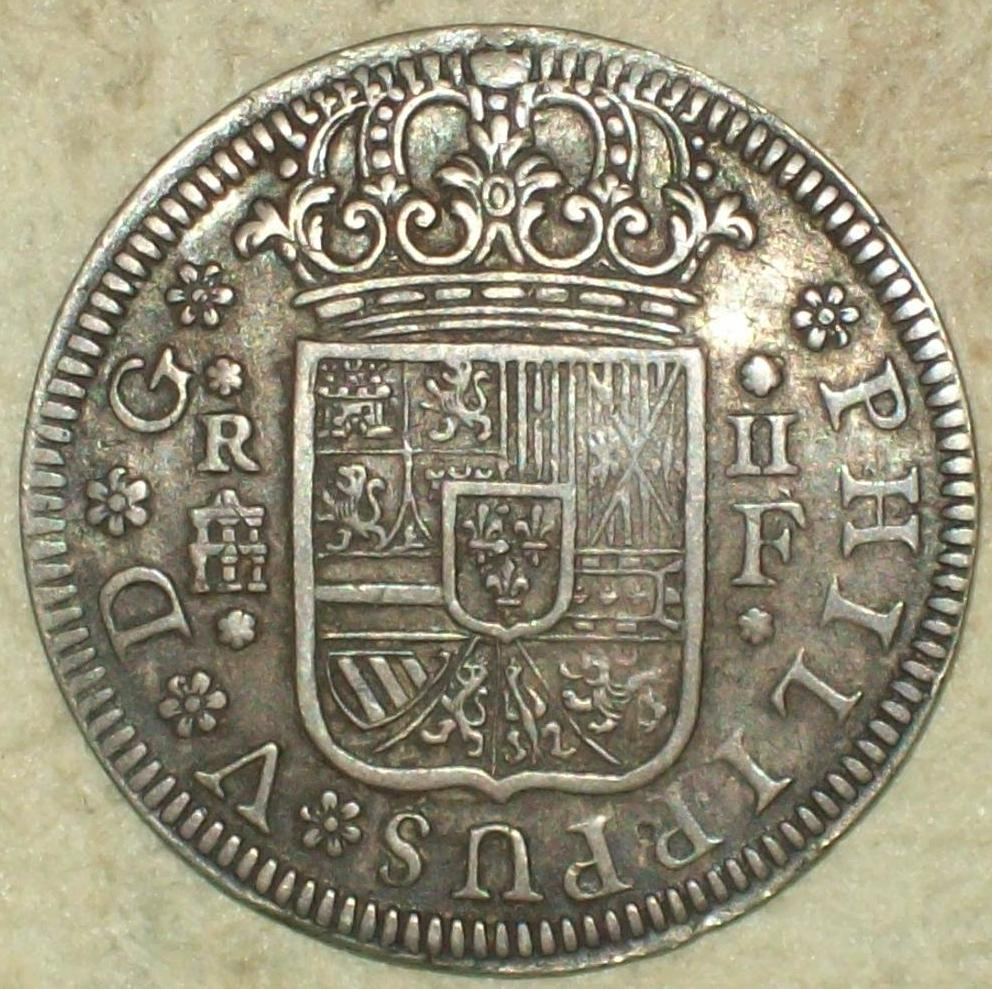
Reverso de moneda de 2 reales (plata) de Felipe V con «ceca» de Segovia del año 1723.
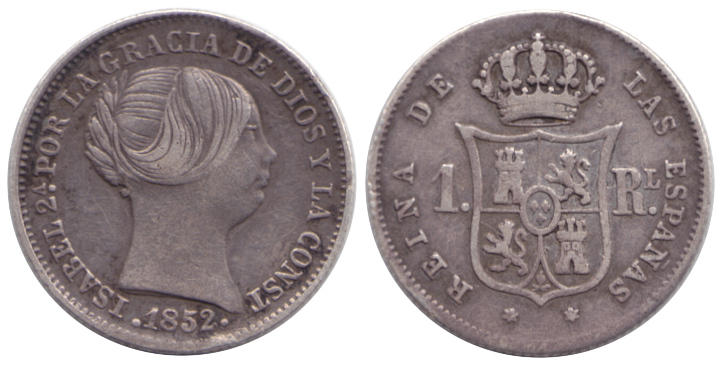
1 real Isabel II de 1852.

## Cincuentín

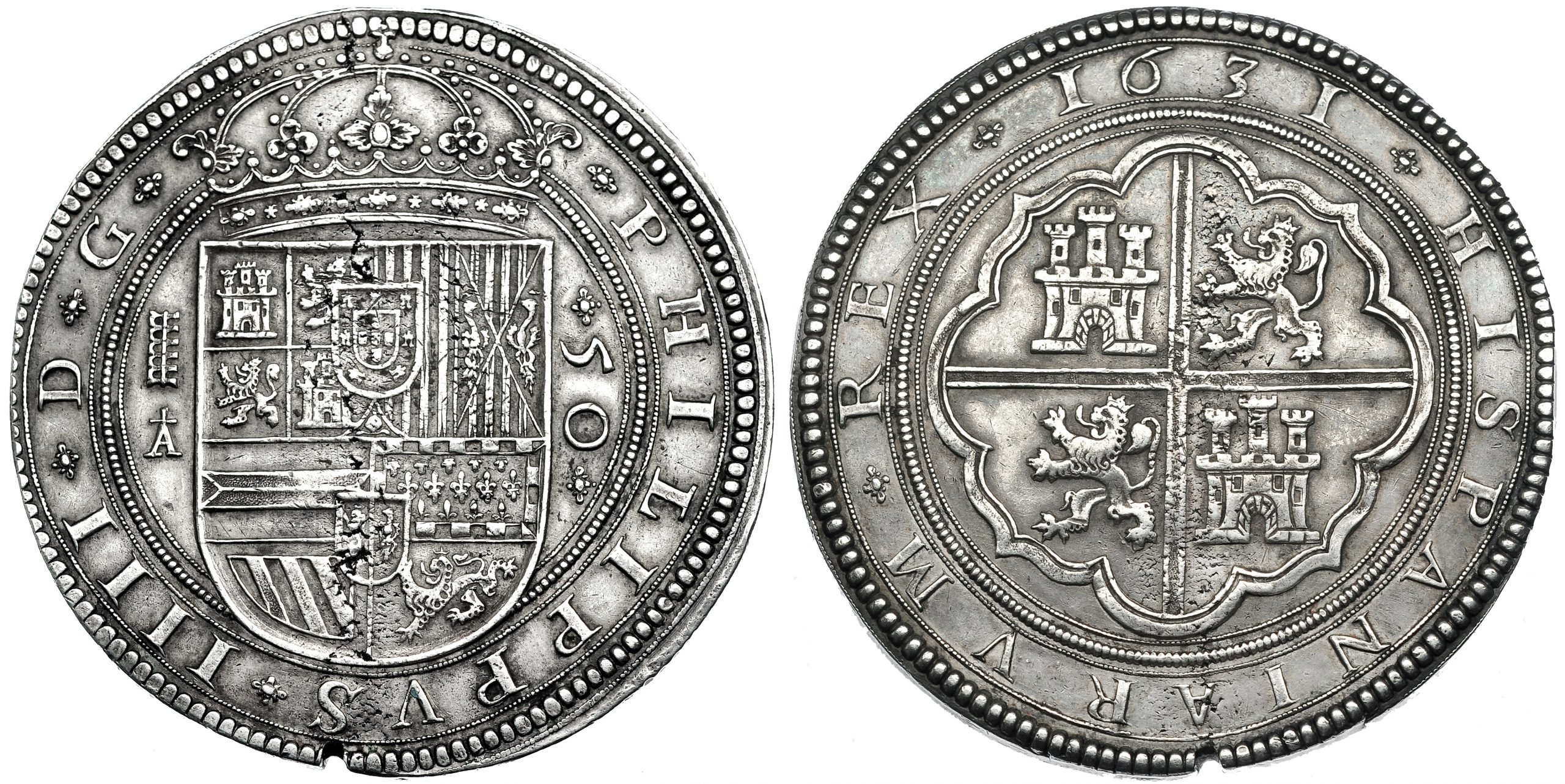
Cincuentín de Felipe IV (1631)

También existía una moneda de 50 reales, conocida como cincuentín, con 76 mm de diámetro y 171,5 gramos de peso. Fueron acuñados entre los años 1609 y 1682 en el Real Ingenio de Segovia, durante los reinados de Felipe III (1578-1621), Felipe IV (1605-1665) y Carlos II (1661-1700).
Se acuñaron principalmente como obsequios de Estado para personalidades y como símbolos de ostentación, por lo que raramente circularon.
La legislación monetaria solo autorizaba la acuñación de piezas no superiores a los 8 reales y escudos de a 8; por consiguiente y por razones legales, se requería  de una licencia expresa de la Corona, que indicara la cantidad de metal que se podía amonedar para acuñar estas monedas. 

## Equivalencias
| Real         | Real de vellón |
| ------------ | -------------- |
| 8 escudos    | 320 reales     |
| 4 escudos    | 160 reales     |
| 2 escudos    | 80 reales      |
| 1 escudo     | 40 reales      |
| 8 reales     | 20 reales      |
| 4 reales     | 10 reales      |
| 2 reales     | 5 reales       |
| 1 real       | 2½ reales      |
| 1/2 real     | 1¼ real        |
| 8 maravedíes |                |
| 4 maravedíes |                |
| 2 maravedíes |                |
| 1 maravedí   |                |